# Кремерс, Хельмут
Хе́льмут Кре́мерс (нем. Helmut Kremers; 24 марта 1949, Мёнхенгладбах) — немецкий футболист, играл на позиции защитника. Брат-близнец немецкого футболиста Эрвина Кремерса.

## Биография
Кремерс на протяжении тринадцати лет играл в Бундеслиге за мёнхенгладбахскую «Боруссию», «Киккерс» из Оффенбах и «Шальке 04». С «Киккерсом» и «Шальке» он выигрывал Кубок Германии в 1970 и 1972 годах. После этого он провёл два года в эссенском «Рот-Вайссе» во второй Бундеслиге. Перед завершением карьеры Кремерс поиграл за канадский клуб «Калгари Бумерс» в Североамериканской футбольной лиге. В 1981 году он завершил карьеру футболиста, после чего заявился в Major Indoor Soccer League в команду «Мемфис Американс». В сезоне 1982/83 Хельмут стал играющим тренером клуба «Куппенхайм», выступавшего в Оберлиге.
За сборную Германии Хельмут сыграл в восьми матчах, в том числе в трёх матчах со своим братом-близнецом Эрвином.
На чемпионат мира 1974 года Хельмут попал вместо брата, который был исключён из сборной по дисциплинарному решению. В составе сборной он стал чемпионом мира, однако по ходу турнира не поле не вышел ни разу.
В апреле 1989 года Кремерс провёл четыре дня на посту исполняющего обязанности главного тренера «Шальке». Он трижды с 1989 по 1993 год занимал должность генерального менеджера. С 12 сентября по 6 декабря 1994 года Хельмут был последним президентом «Шальке». В декабре 2011 года Кремерс был кандидатом на должность президента «Дуйсбурга».

## Достижения
- Обладатель Кубка Германии (2): 1970, 1972
- Чемпион мира (1): 1974